# ひめドル!!
『ひめドル!!』（英語: HIMEDOL!!）は、今日和老による日本の漫画作品。『週刊少年ジャンプ』（集英社）にて、2013年36号から同年52号まで連載。
私立夢見ノ総合高等専門学校を舞台に、美容師志望の少年とアイドルになりたいヤンキー少女が繰り広げる学園コメディ漫画。

## 登場人物

### 主要人物
桐山鋏太郎（きりやま きょうたろう）
本作の主人公。総高専ネームはキリ。理美容学科・美容科1年。実家は祖父の代から続く美容室。
鮫島アルト（さめじま アルト）
本作のヒロイン。総高専ネームはアル。芸能学科・アイドル科1年。

### 総合専
橘明日香（たちばな あすか）
総高専ネームはアスカ。芸能学科・アイドル科1年。幼少期、鋏太郎の実家の美容室で髪を切ってもらっていた。
海堂 昭和（かいどう あきお）
総高専ネームはシュガー。理美容学科・美容科3年。総高連メンバーに名を連ねる実力者。

## 用語
私立夢見ノ総合高等専門学校
特殊な専門分野を学び、各業界のトップを立てる人材を育てるために創設された日本初の「総合高等専門学校」。学科は理美容学科・芸能学科など大きく8つに分けられる。
総高連メンバー
各学科の成績上位5名。

## 書誌情報
- 今日和老『ひめドル!!』集英社〈ジャンプ・コミックス〉、全2巻
  1. 「夢と秘密」2014年1月4日発売[6]、ISBN 978-4-08-870893-5
  2. 「自分にできること」2014年2月4日発売[1]、ISBN 978-4-08-880030-1